# Taufwiesenberge
Koordinaten: 52° 14′ 35″ N, 11° 43′ 10″ O

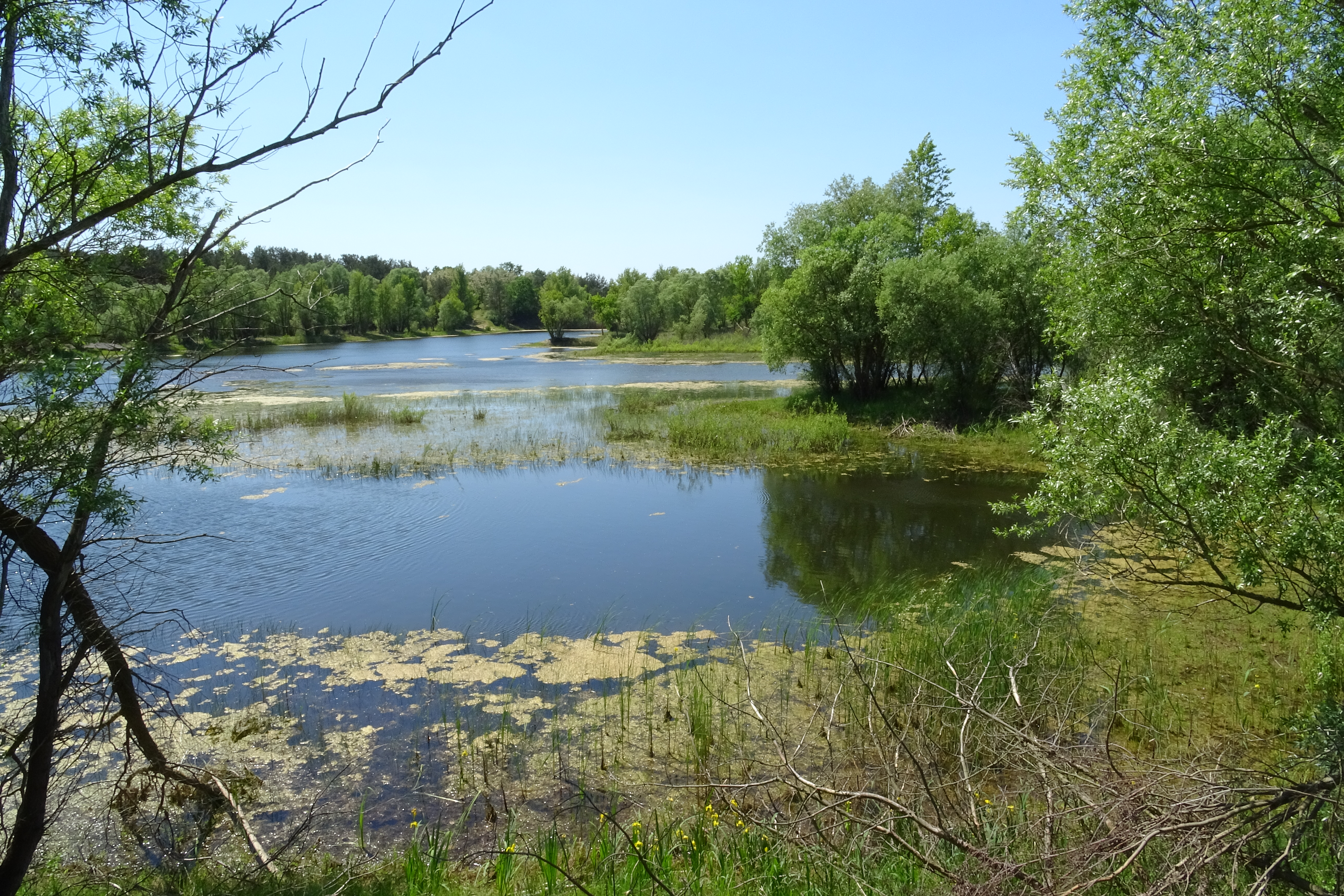
Ein durch Sandabbau entstandener See

Die Taufwiesenberge sind ein Naturschutzgebiet in der Einheitsgemeinde Möser im Landkreis Jerichower Land in Sachsen-Anhalt.
Das Naturschutzgebiet mit dem Kennzeichen NSG 0189 ist rund 40 Hektar groß. Es ist größtenteils Bestandteil des FFH-Gebietes „Elbaue südlich Rogätz mit Ohremündung“ und des Vogelschutzgebietes „Elbaue Jerichow“. Das Naturschutzgebiet ist vom Landschaftsschutzgebiet Umflutehle-Külzauer Fort umgeben. Es steht seit 1999 unter Schutz (Datum der Verordnung: 15. November 1999). Zuständige untere Naturschutzbehörde ist der Landkreis Jerichower Land.
Das Naturschutzgebiet liegt nordöstlich von Magdeburg im Biosphärenreservat Mittelelbe. Es stellt artenreiche Trocken- bzw. Magerrasenbereiche auf einem Dünenzug in der Elbaue sowie drei durch Sandabbau entstandene Abgrabungsgewässer, die sich an den Dünenzug anschließen, unter Schutz. Nach Südwesten schließt sich eine ehemalige militärische Übungsfläche an den Dünenzug an, die ebenfalls Bestandteil des Naturschutzgebietes ist. Zwischen den Abgrabungsgewässern und dem Dünenzug verläuft der Damm der ehemaligen Berliner Eisenbahn. Nach Südwesten bildet dieser Damm die Grenze des Naturschutzgebietes.
Auf der Kuppe und dem Südosthang der Taufwiesenberge selbst stockt ein lichter Kiefernforst mit Waldkiefer, Hängebirke und Espe. Die offenen Bereiche werden von Sandtrockenrasen mit vegetationsfreien Flächen, Pionierstadien und Fragmenten flechtenreicher Silbergrasfluren sowie Sandmagerrasen, die von Weißdorn- und Rosensträuchern sowie Waldkiefern durchsetzt sind, eingenommen. Erwähnenswert sind Vorkommen der Apfelrose.
Sukzession führt zu wolfsmilchreichen Besenheidefragmenten im Bereich des Naturschutzgebietes. Die Spätblühende Traubenkirsche dringt in das Schutzgebiet ein und führt zur Verbuschung der offenen Standorte. Auf Teilflächen siedelt Landreitgras und verdrängt konkurrenzschwächere Arten.
Die Uferbereiche der Abgrabungsgewässer werden von Röhrichten mit Schmalblättrigen Rohrkolben und Schilfrohr sowie Gebüschen mit Schmalblättriger Ölweide eingenommen. Hier sind u. a. Braunes Zypergras, Gottesgnadenkraut und in den Abgrabungsgewässern Ähriges Tausendblatt zu finden.
Die trockenen Standorte im Schutzgebiet bieten zahlreichen Tieren einen geeigneten Lebensraum, darunter Heuschrecken wie Blauflügelige Ödlandschrecke und Blauflügelige Sandschrecke, Ameisenlöwe, verschiedenen Webspinnen, Vögeln, darunter Brachpieper, Wiedehopf, Raubwürger und Waldohreule. Im Bereich der Abgrabungsgewässer sind verschiedene Libellen, darunter Südliche Binsenjungfer und Kleine Königslibelle, Amphibien wie Rotbauchunke und Kreuzkröte und Vögel wie Rothalstaucher, Drosselrohrsänger, Beutelmeise und Uferschwalbe heimisch.
Rund 33 Hektar im Bereich des ehemaligen militärischen Übungsgeländes gehören der NABU-Stiftung Nationales Naturerbe, die es zur Pflege beweiden lässt.